# Balad (partia)
Balad (arab. بلد: ojczyste miasto po arabsku, skrót od al-Tajamu' al-Watani al-Dimuqrati, Narodowe Zgromadzenie Demokratyczne, التجمع الوطني الديمقرآطي, hebr. Brit Leumit Demokratit, ברית לאומית דמוקרטית) – izraelska partia polityczna skupiająca Arabów zamieszkałych w Izraelu.
Balad jest arabską partią nacjonalistyczną, które opowiada się za utworzeniem dwóch państw opartych na granicach sprzed 1967 roku. W skład państwa palestyńskiego miałyby wejść Zachodni Brzeg, Strefa Gazy i Wschodnia Jerozolima. Balad chce także zniesienia w Izraelu dyskryminacji ze względu na narodowość, dotyczy to głównie Palestyńczyków.
12 stycznia 2009 r. izraelska Centralna Komisja Wyborcza wydała decyzję o niedopuszczeniu Balad i Ra’am-Ta’al do wyborów parlamentarnych w lutym 2009, zarzucając im utrzymywanie kontaktów z organizacjami terrorystycznymi i nieuznawanie prawa Izraela do istnienia. Oba ugrupowania zapowiedziały apelację do Sądu Najwyższego.
21 stycznia została ona uwzględniona przez izraelski Sąd Najwyższy i zakaz startu w wyborach dla ugrupowań arabskich został zniesiony.
W wyniku przedterminowych wyborów parlamentarnych w lutym 2009 roku ugrupowanie otrzymało 3. miejsca w Knesecie.
W wyborach parlamentarnych w kwietniu 2019 roku ugrupowanie wystartowało wspólnie z partią Ra’am i  zajęło 11. miejsce zdobywając 143 844 głosów (3,44%). Przełożyło się to na 4 mandaty w Knesecie XXI kadencji.